# Hotel Terrasse

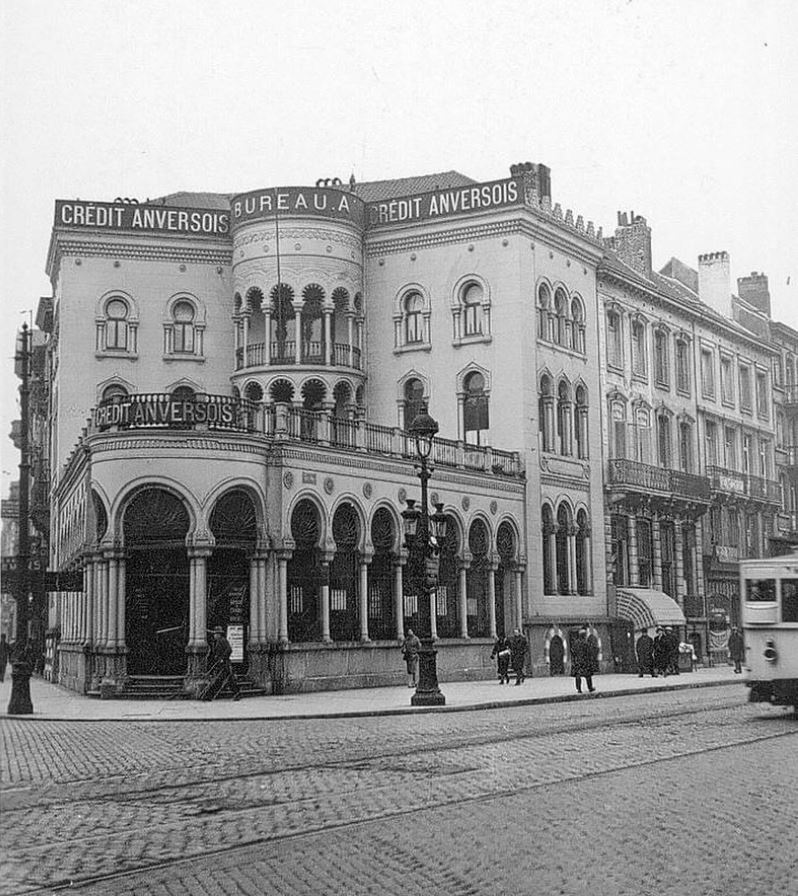

Hotel Terrasse was een hotelgebouw in neomoorse stijl in Brussel, gebouwd in 1880 naar een ontwerp van Henri Rieck. Het lag aan de Zuidlaan nr. 2 op de hoek met de Maurice Lemonnierlaan. De naam verwees naar het grote dakterras op de eerste verdieping. Nadat aan de hotelactiviteit een einde kwam tegen de Tweede Wereldoorlog, betrok de bank Crédit Anversois het pand met de fraaie hoefijzerbogen.
Omstreeks 1955 werd het gebouw neergegooid en vervangen door een modernistische hoogbouw die het vroegere bouwvolume enigszins repliceerde, in grotere verhoudingen. Het hoekgebouw werd vanaf 1957 in gebruik genomen als tramstation "Grondwettunnel" en in 1976 omgevormd tot premetrostation Lemonnier.